# Шиљина екипа
Шиљина екипа (енгл. Goof Troop) је америчка анимирана комедија коју је продуцирао Disney Television Animation. Серија се базира на односу самохраног оца Шиље и његовог сина Макса, као и њиховог комшије Дабе и његове породице. Серија је снимана од септембра до новембра 1992. године, распоређена у 2 сезоне са укупно 79. епизода.
Серија је у Србији синхронизована на српски језик и од 2009. године емитована на ТВ каналу РТС 1. Синхронизацију је радио студио Лаудворкс.

## Епизоде
| Сезона | Сезона  | Епизоде | Оригинално приказивање                                | Оригинално приказивање                                |                                                       |
| Сезона | Сезона  | Епизоде | Прва епизода                                          | Последња епизода                                      |                                                       |
| ------ | ------- | ------- | ----------------------------------------------------- | ----------------------------------------------------- | ----------------------------------------------------- |
|        | 1       | 65      | 5. септембар 1992.                                    | 4. децембар 1992.                                     |                                                       |
|        | 2       | 13      | 12. септембар 1992.                                   | 5. децембар 1992.                                     |                                                       |
|        | Специал | Специал | Новембар-Децембар 1992. (датум варирао према тржишту) | Новембар-Децембар 1992. (датум варирао према тржишту) | Новембар-Децембар 1992. (датум варирао према тржишту) |
|        | Филмови | 2 филма | 7. април 1995.                                        | 29. фебруар 2000.                                     |                                                       |

## Улоге
| Име лика | Глас           |
| -------- | -------------- |
| Шиља     | Бил Фармер     |
| Макс     | Дејна Хил      |
| Даба     | Џим Камингс    |
| Пег      | Ејприл Винчел  |
| Пистол   | Ненси Картрајт |
| Даки     | Роб Полсен     |